# Liste der Monuments historiques in Plobsheim
Die Liste der Monuments historiques in Plobsheim führt die Monuments historiques in der französischen Gemeinde Plobsheim auf.

## Liste der Bauwerke
| Bezeichnung                    | Beschreibung                                                             | Standort                         | Kennzeichnung | Schutzstatus | Datum | Bild           |
| ------------------------------ | ------------------------------------------------------------------------ | -------------------------------- | ------------- | ------------ | ----- | -------------- |
| Kapelle Notre-Dame-du-Chêne    | Wallfahrtskapelle, bezeichnet 1454; angebaute Eremitage, bezeichnet 1812 | südwestlich des Ortes (Lage)     | PA00084895    | Inscrit      | 1930  | weitere Bilder |
| Schloss der Zorn von Plobsheim | heute Schulhaus; um 1590 erbaut                                          | 16 rue du Général Leclerc (Lage) | PA00084896    | Inscrit      | 1929  | weitere Bilder |

## Liste der Objekte
| Bezeichnung                                      | Beschreibung                                                                         | Standort                                  | Kennzeichnung | Schutzstatus | Datum | Bild |
| ------------------------------------------------ | ------------------------------------------------------------------------------------ | ----------------------------------------- | ------------- | ------------ | ----- | ---- |
| Skulptur Madonna mit Kind                        | Holz, farbig gefasst, 16. oder 17. Jahrhundert                                       | in der Kapelle Notre-Dame-du-Chêne (Lage) | PM67000947    | Classé       | 2005  |      |
| Skulptur Antonius von Padua                      | Holz, farbig gefasst, 18. Jahrhundert                                                | in der Kapelle Notre-Dame-du-Chêne (Lage) | PM67001496    | Inscrit      | 2003  |      |
| Kelch                                            | Votivgabe von Franz Zorn von Bulach; Silber, vergoldet, Glas und Edelsteine, um 1900 | in der Kapelle Notre-Dame-du-Chêne (Lage) | PM67000946    | Classé       | 2005  |      |
| Zwei Engelsskulpturen                            | Holz, farbig gefasst und vergoldet, 17. oder 18. Jahrhundert                         | in der Kapelle Notre-Dame-du-Chêne (Lage) | PM67001494    | Inscrit      | 2003  |      |
| Skulptur Heiliger Wendelinus                     | Holz, farbig gefasst, 18. Jahrhundert                                                | in der Kapelle Notre-Dame-du-Chêne (Lage) | PM67001495    | Inscrit      | 2003  |      |
| Zwei Evangelistenskulpturen: Markus und Johannes | Holz, farbig gefasst und vergoldet, um 1700                                          | in der Kapelle Notre-Dame-du-Chêne (Lage) | PM67001497    | Inscrit      | 2003  |      |
| Skulptur Kruzifix                                | Holz, farbig gefasst und vergoldet, 18. Jahrhundert (1767?)                          | in der Kapelle Notre-Dame-du-Chêne (Lage) | PM67001493    | Inscrit      | 2003  |      |
| Hauptaltar                                       | Altartisch und Tabernakel; Holz, farbig gefasst und vergoldet, 18. Jahrhundert       | in der Kirche Sts-Pierre-et-Paul (Lage)   | PM67001498    | Inscrit      | 2003  |      |